# Université de Ouargla
L'université Kasdi Merbah de Ouargla  (U.K.M.O.) est une université située dans la commune de Ouargla en Algérie.

## Historique
Fondée par le décret no 65-88 du 22 mars 1988, l'« École normale supérieure » s'est transformée en « Centre universitaire de Ouargla » en 1997. En 2005, elle prend le nom de Université Kasdi Merbah, du nom d'un ancien premier ministre algérien assassiné durant la guerre civile algérienne.

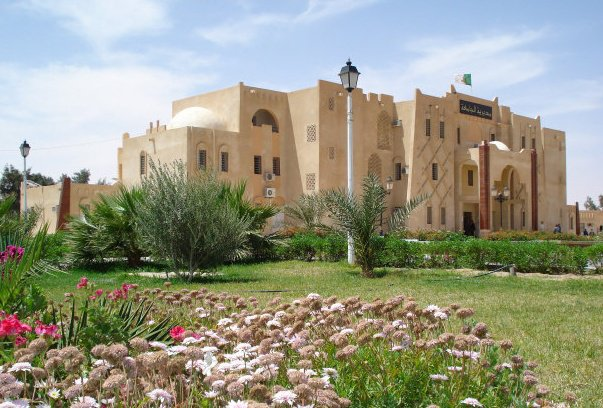
Université KASDI MERBAH Ouargla, Le Rectorat

## Composantes
L'université Kasdi Merbah est composée de 6 facultés : 
- Faculté des sciences et de la technologie et des sciences de la matière
- Faculté des sciences de la nature et de la vie et sciences de la terre et de l'univers
- Faculté des sciences économiques, commerciales et des sciences de gestion
- Faculté de droit et des sciences politiques
- Faculté des lettres et des langues
- Faculté des sciences humaines et sociales

Conformément au décret exécutif no 13-100 du 14/03/2013, l'université KMO comptera, dès la rentrée universitaire 2013/2014, 10 dix facultés et 2 instituts spécialisés :
- Faculté de mathématiques et sciences de la matière;
- Faculté des Nouvelles technologies de l'Information et de la communication;
- Faculté des sciences appliquées,
- Faculté des hydrocarbures, des énergies renouvelables et des sciences de la terre et de l'univers;
- Faculté des sciences de la nature et de la vie;
- Faculté de droit et des sciences politiques,
- Faculté des sciences humaines et sociales;
- Faculté des sciences économiques, sciences commerciales et sciences de la gestion;
- Faculté des lettres et langues;
- Faculté de médecine;
- Institut des sciences et techniques des activités physiques et sportives;
- Institut technologique.